# CeBus

Logo der CeBus GmbH & Co. KG von 2002 bis 2022

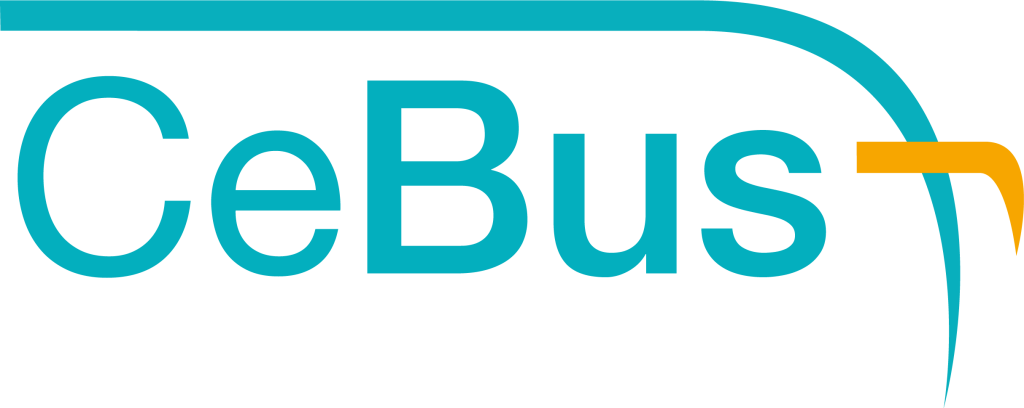
Logo der CeBus GmbH & Co. KG seit 2022

Die CeBus GmbH & Co. KG ist ein Verkehrsunternehmen in Celle, das für den ÖPNV im Landkreis Celle abseits der Schiene zuständig ist. Es wurde 2002 als Zusammenschluss der drei Verkehrsunternehmen Lembke & Koschick, Celler Straßenbahn, Kraftverkehr Celle Stadt und Land GmbH gegründet.

## Geschichte

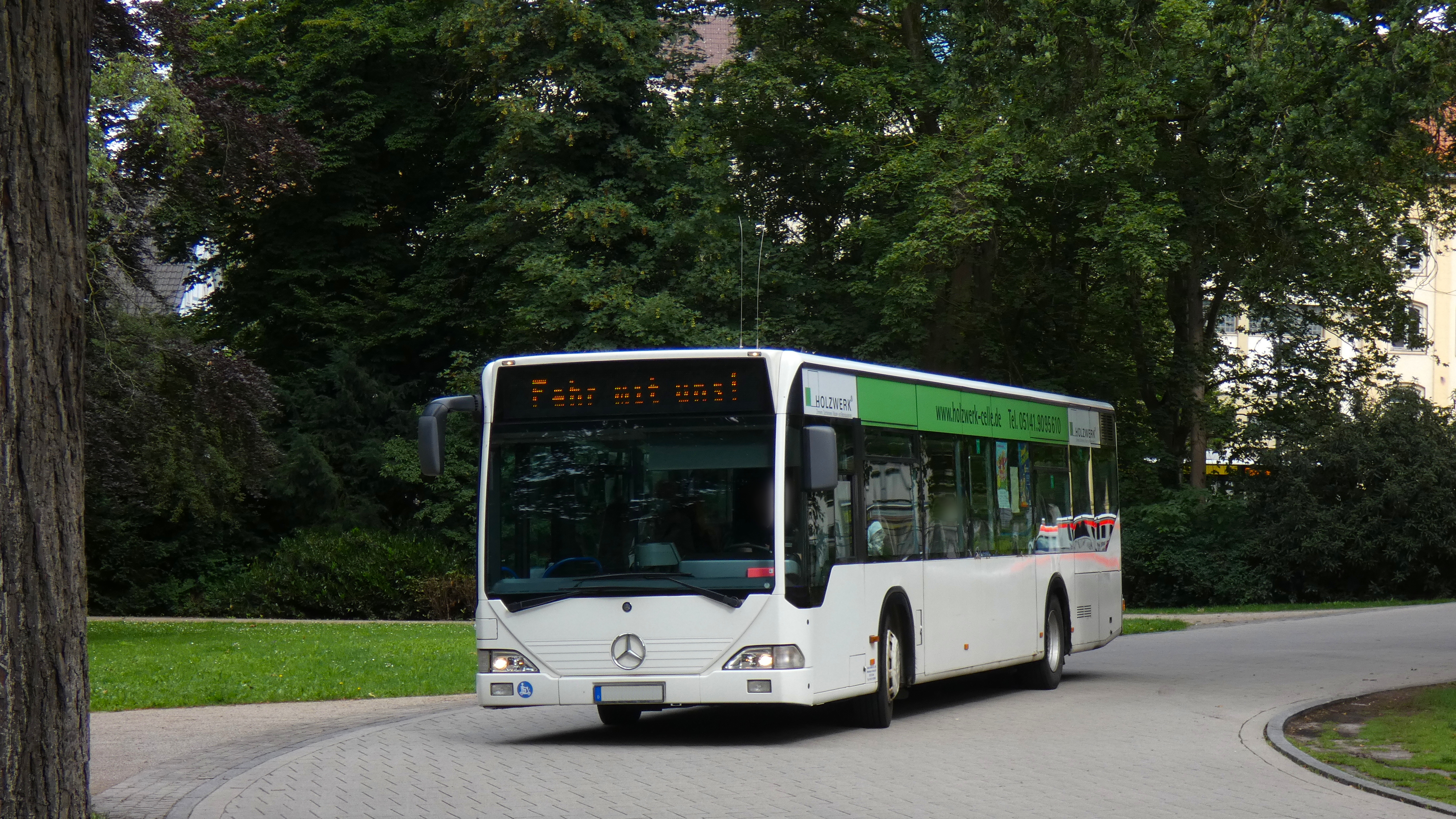
Mercedes-Benz Citaro O 530 der CeBus

Im Jahr 1900 begann in Celle der Pferdeomnibusbetrieb. Aufgrund steigender Fahrgastzahlen wurde überlegt eine Straßenbahn einzurichten. Am 1. November 1907 ging die erste Straßenbahn an das Netz. Schon im dritten Reich wurde überlegt, die 6,2 Kilometer lange Straßenbahn auf Busbetrieb umzustellen, dies jedoch scheiterte. Am 2. Juni 1956 rückte die letzte Straßenbahn, nach großen Trauerakten bunt geschmückt, in das Depot ein. Von nun an verkehrte die Celler Straßenbahnen GmbH ausschließlich mit Kraftomnibussen im Stadtbereich weiter. Der Kraftverkehr Celle Stadt und Land (KVC), der 1927 gegründet wurde, bediente den Landkreis nördlich der Aller. Lembke & Koschick beförderte ihre Fahrgäste ab 1946 im Landkreis südlich der Aller. 2002 schlossen sich die drei Verkehrsunternehmen zusammen und bildeten die CeBus. 2011 liefen die Verträge von dem Landkreis mit den drei Verkehrsunternehmen aus, weshalb die CeBus heutzutage ein vereintes Unternehmen ist.
Die CeBus wurde 2002 gründet. Der Hauptsitz ist in der Nienburger Straße 50 in Celle; Geschäftsführer sind Stefan Koschick und Bernward Franzky.

## Fuhrpark, Infrastruktur und Netz

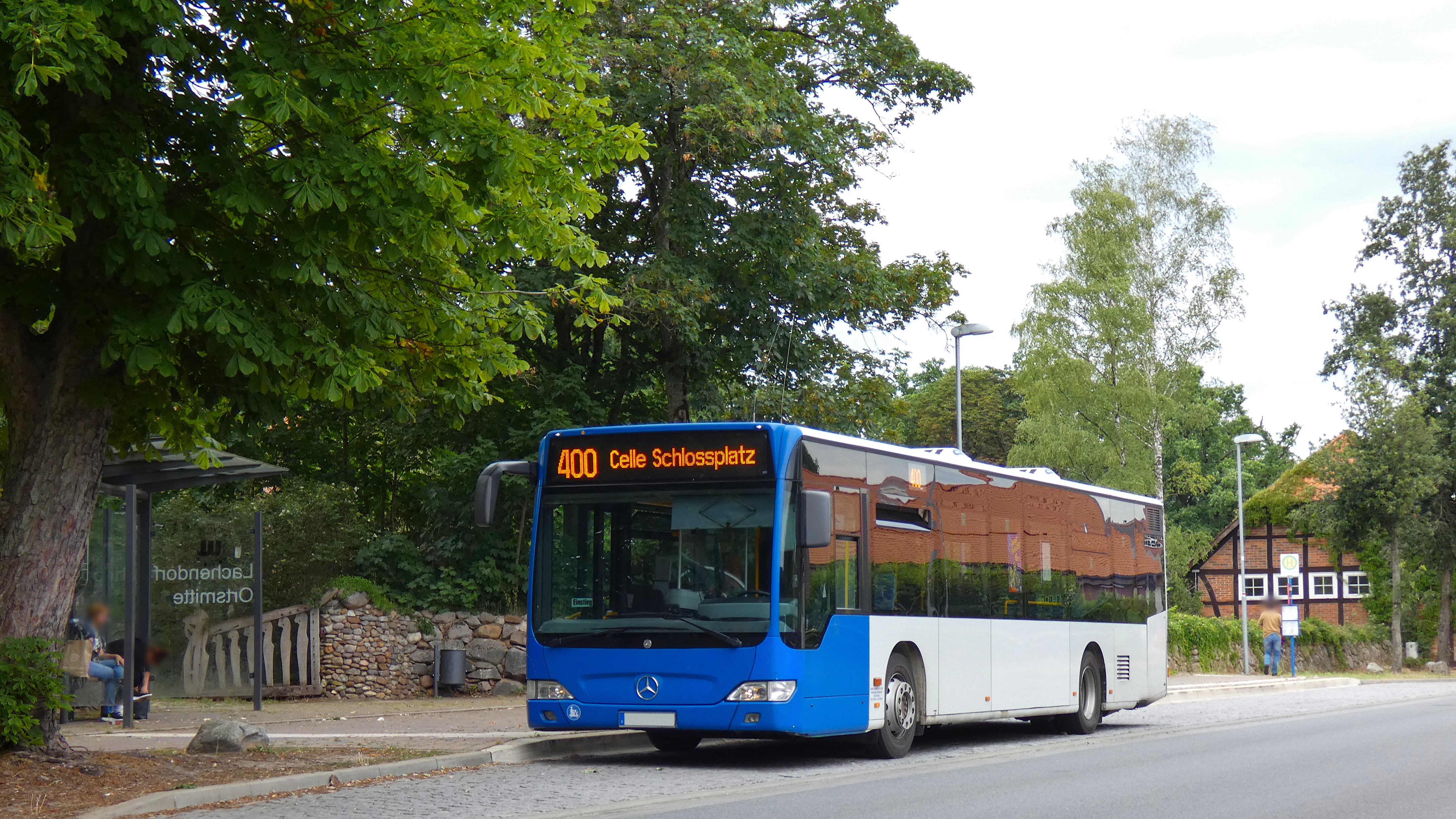
Citaro Facelift der CeBus

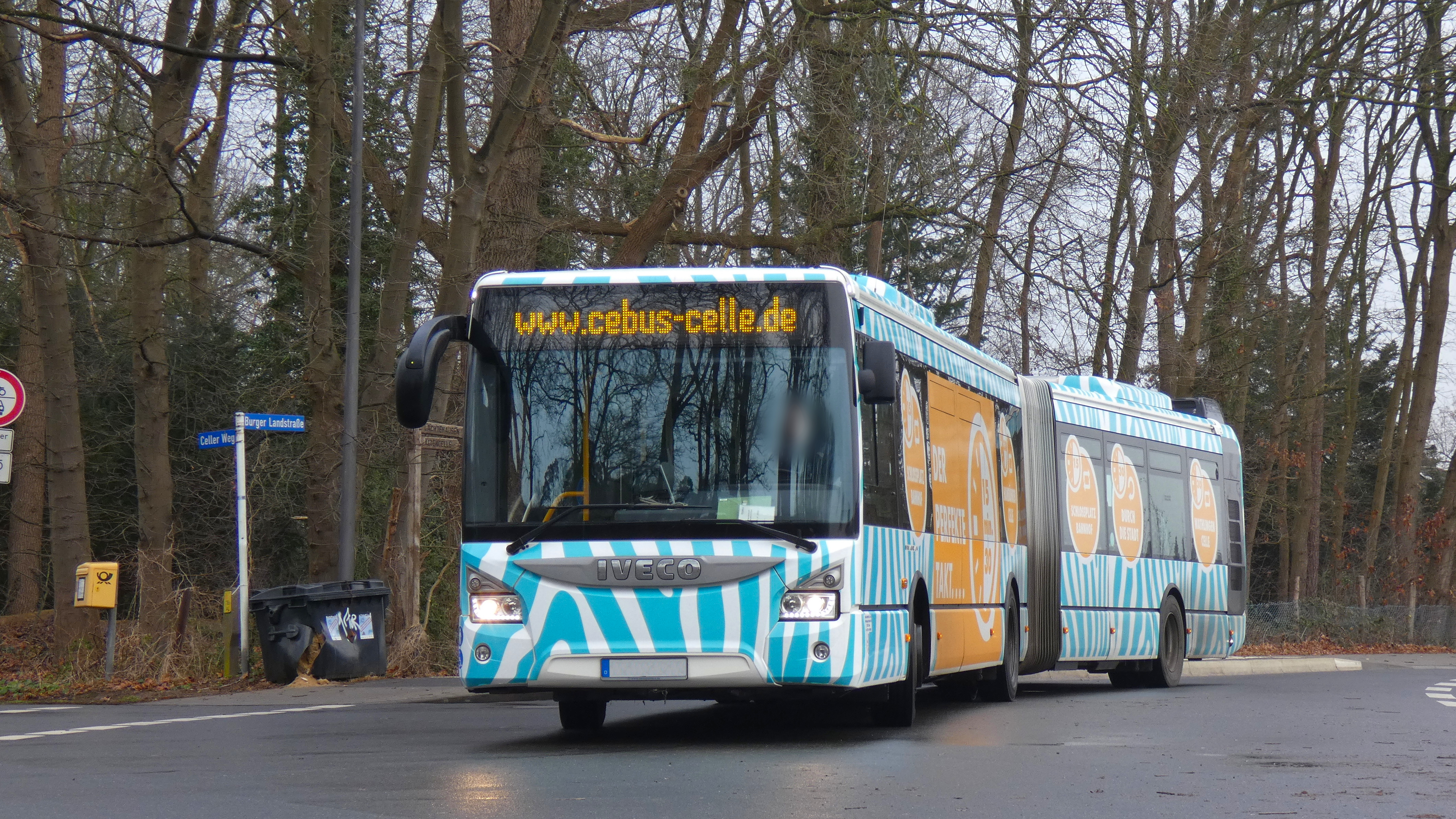
Iveco-Urbanway-Gelenkbus der CeBus mit Eigenwerbung

Die CeBus besitzt (Stand 2023) 110 Omnibusse, die alle Niederflurfahrzeuge sind. Der größte Bestandteil des Fuhrparks ist vom Typ Mercedes-Benz Citaro geprägt. Aus Kostengründen hat die CeBus für den Kauf von Bussen in der Zukunft ein Fünfjahresvertrag mit Iveco abgeschlossen. Die IG Setra pflegt einen ehemaligen Lembke-&-Koschick-Gelenkbus Setra SG 180 S, den die CeBus kostenneutral einsetzen darf, um Standschäden zu vermeiden.
Der Hauptsitz der CeBus ist in der Nienburger Straße 50 (29225 Celle), zudem gibt viele weitere Außenstützpunkte, genannt seien beispielsweise Wietze, Faßberg und Eicklingen. Auf 39 Linien bedienen 110 Busse durch das Engagement von 220 Mitarbeitern, im Fahrbetrieb und in der Werkstatt, den Celler Landkreis. Ab dem 9. Dezember 2018 ist die CeBus im Niedersachsentarif, d. h. Reisende können mit dem Niedersachsenticket nun auch bei der CeBus fahren. Die Fahrpreise sind für Niedersachsen durchschnittlich (laut Cellesche Zeitung). Die Taktdichte wurde seit 2015 im Mittel um 32 % gesteigert, jedoch fühlen sich einige Dörfer noch nicht ausreichend angebunden.

## Liniennetz

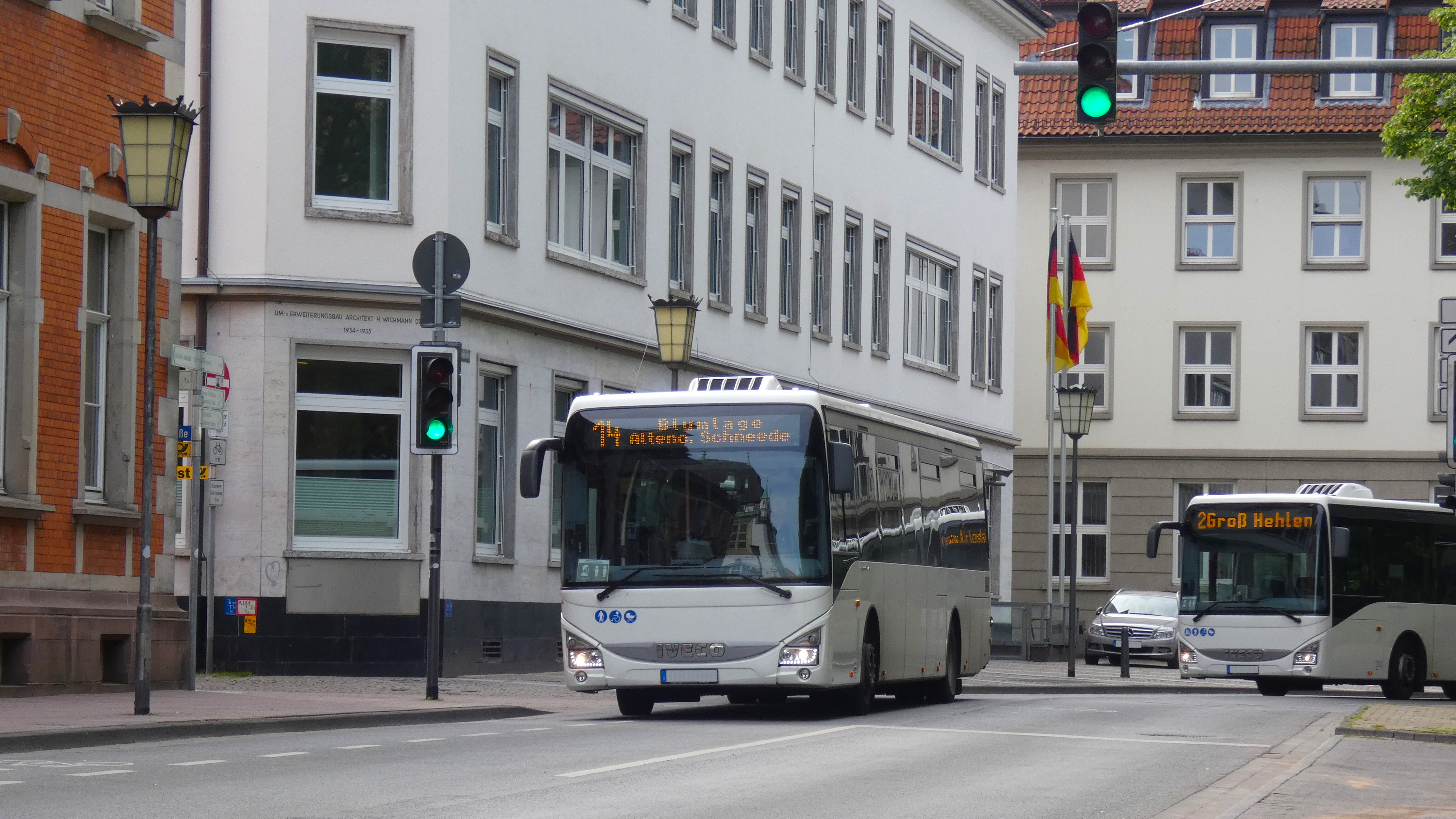
Iveco Crossway der CeBus

Liniennetz seit 1. April 2015:
| Linie | Fahrtstrecke |
| ----- | --- |
| 2     | Schlossplatz – Groß Hehlen – Scheuen – Hustedt (– Wittbeck) |
| 3     | Schlossplatz – AKH – Vorwerk (– Am Silbersee) – Garßen |
| 4     | Schlossplatz – AKH – (Lachtehausen) – Altenhagen – Bostel – Garßen                                                                                             |
| 5     | Schlossplatz – Union – Schulzentrum Burgstraße – Altencelle – Burg – Altencelle Gewerbegebiet                                                                  |
| 7     | Schlossplatz → Union → Westercelle → Vogelberg → Neues Land → Westercelle → Union → Schlossplatz                                                               |
| 9     | Schlossplatz – Bahnhof – Bonifatiuskirche – Klein Hehlen – Boye                                                                                                |
| 11    | Schlossplatz → Union → Windmühlenstraße → Mondhagen → Sandfeld → Am Holzhof → Union → Schlossplatz                                                             |
| 12    | Schlossplatz – Alter Bremer Weg – Bahnhof – Heeseplatz – Krähenberg – Marienwerderallee                                                                        |
| 13    | Schlossplatz – Trift/LK Verwaltung – Bahnhof – Heeseplatz – H.-Billung-Gymnasium – Wietzenbruch – Wietzenbruch, Kaserne                                        |
| 14    | Schlossplatz → Nordwall → Blumlage/Herzog-Ernst-Ring → Braunschweiger Heerstraße → Altenceller Schneede → Herzog-Ernst-Ring/Blumlage → Nordwall → Schlossplatz |
| 100   | Celle Schlossplatz – Bahnhof – Klein Hehlen – Groß Hehlen – Offen – Bergen                                                                                     |
| 110   | Bergen – Belsen – Walle – Winsen/Aller |
| 120   | Bergen – Offen – Hassel – Sülze – Altensalzkoth |
| 130   | (Bergen – Sülze – Salzmoor) |
| 160   | Bergen (– Nindorf) – Bleckmar – Becklingen |
| 200   | Celle Schlossplatz – Groß Hehlen – Hustedt Bahnhof – Altensalzkoth – Sülze – Beckedorf – Hermannsburg                                                          |
| 210   | Hermannsburg – Beckedorf – Bergen |
| 220   | Hermannsburg – Müden (Örtze) (– Poitzen) – Faßberg |
| 230   | (Baven – Bonstorf – Hermannsburg) |
| 260   | Hermannsburg – Lutterloh – Unterlüß |
| 261   | Faßberg – Schmarbeck – Unterlüß |
| 300   | (Celle Schlossplatz – AKH – Altenhagen – Garßen – Eschede) |
| 310   | Lachendorf – Marwede – Höfer – Habighorst – Eschede |
| 400   | Celle Schlossplatz – Lachtehausen (– Alvern – Ohe) – Lachendorf                                                                                                |
| 460   | Lachendorf – Hohnhorst – Metzingen – Eldingen – Steinhorst |
| 470   | Lachendorf – Hohne – Spechtshorn / – Ummern |
| 500   | Celle Schlossplatz Union – Altencelle – Bockelskamp – Wienhausen                                                                                               |
| 510   | (Hohnebostel –) Langlingen / Lachendorf – Wienhausen (– Eicklingen)                                                                                            |
| 600   | Celle Schlossplatz – Union – Westercelle – Adelheidsdorf – Nienhagen – Wathlingen – Eicklingen                                                                 |
| 610   | Langlingen – Fernhavekost – Bröckel/Sandlingen – Eicklingen |
| 700   | (Celle Schlossplatz – Westercelle – Dasselsbruch – Großmoor – Nienhorst)                                                                                       |
| 800   | Celle Schlossplatz – Bahnhof – Hambühren – Ovelgönne – Wieckenberg – Wietze                                                                                    |
| 810   | Wietze – Wieckenberg – Jeversen |
| 820   | Wietze – Hornbostel – Südwinsen – Winsen/Aller |
| 880   | (Hambühren – Winsen/Aller – Thören / – Wieckenberg – Wietze – Schwarmstedt)                                                                                    |
| 900   | Celle Schlossplatz – Bahnhof – Klein Hehlen – Boye – (Stedden) – Winsen/Aller                                                                                  |
| 910   | Winsen/Aller – Südwinsen – Oldau – Ovelgönne |
| 960   | Winsen/Aller – Thören/Meißendorf |

Liniennetz bis 31. März 2015:
| Linie | Fahrtstrecke                                                                              |
| ----- | ----------------------------------------------------------------------------------------- |
| 0–11  | Bergen – Belsen                                                                           |
| 0–16  | Bergen – Nindorf – Becklingen                                                             |
| 0–26  | Hermannsburg – Unterlüß – Faßberg                                                         |
| 0–46  | Lachendorf – Eldingen – Steinhorst                                                        |
| 0–47  | Lachendorf – Hohne – Spechtshorn – Ummern                                                 |
| 0–56  | Wienhausen – Eicklingen (– Bröckel – Langlingen)                                          |
| 0–58  | (Lachendorf –) Wienhausen – Langlingen – Hohne – Spechtshorn – Ummern                     |
| 0–96  | Winsen/Aller – Walle / – Thören – Meißendorf                                              |
| 0–98  | Winsen/Aller – Hornbostel – Wietze                                                        |
| 0–99  | Hornbostel – Wietze – Jeversen                                                            |
| 1     | Schlossplatz – Bahnhof – Windmühlenstraße – Marienwerderallee                             |
| 1–15  | Celle – Groß Hehlen – Offen – Bergen – Beckedorf – Hermannsburg – Müden – Faßberg         |
| 2     | Schlossplatz – Alter Bremer Weg – Klein Hehlen – Boye                                     |
| 2–95  | Celle – Klein Hehlen – Boye – (Stedden) – Winsen/Aller                                    |
| 3     | Schlossplatz – Groß Hehlen – Scheuen – Hustedt                                            |
| 3–25  | Celle – Groß Hehlen – Hustedt Bahnhof – Altensalzkoth – Sülze – Beckedorf – Hermannsburg  |
| 3–85  | Celle – Hambühren – Ovelgönne – Wietze – Jeversen                                         |
| 3–90  | Schlossplatz – Bahnhof – Welfenallee – Fuhrberger Straße – CeBus Betriebshof              |
| 3–95  | Celle – Hambühren – Ovelgönne – Oldau – Südwinsen – Winsen/Aller                          |
| 4     | Wietzenbruch – Heeseplatz – Bahnhof – Trift – Schlossplatz – AKH – Vorwerk – Garßen       |
| 5     | Schlossplatz – Blumlage/Herzog-Ernst-Ring – Braunschweiger Heerstraße – Altencelle – Burg |
| 5-55  | Celle – Altencelle – Bockelskamp – Wienhausen                                             |
| 6-45  | Celle – Lachtehausen – Lachendorf                                                         |
| 6-65  | Celle – Westercelle – Adelheidsdorf – Nienhagen – Wathlingen – Eicklingen                 |
| 7-75  | Celle – Westercelle – Dasselsbruch – Großmoor – Nienhorst                                 |
| 8     | Schlossplatz – AKH – (Lachtehausen) – Altenhagen – Bostel – Garßen                        |
| 8-35  | Celle – Altenhagen – Garßen – Eschede – Höfer – Scharnhorst – Marwede                     |

## Beteiligte Verkehrsunternehmen
Folgende Verkehrsunternehmen gehören zur CeBus GmbH & Co. KG:
- Kraftverkehr Celle Stadt und Land GmbH (Gesellschafter: Osthannoversche Eisenbahnen AG (OHE) / Arriva-Bachstein GmbH und Landkreis Celle)
- Lembke, Koschick & Co. OHG
- Celler Straßenbahn GmbH

Daneben sind die Verkehrsbetriebe Bachstein beteiligt.

## Weblink
- Offizielle Website